# 東洋斎斐章
東洋斎 斐章（とうようさい あやあき、生没年不詳）とは明治時代の浮世絵師。

## 来歴
東洋斎斐章と号して、明治15年（1882年）に朝鮮事変を描いた大判3枚続の錦絵「花房公使朝鮮国応接之図」（函館市中央図書館、東京経済大学図書館所蔵）1点を描いたことが知られる。版元は大倉孫兵衛であった。